# Cartea celor cinci cercuri
Cartea celor cinci cercuri (五輪書 Go Rin No Sho?) reprezintă o culegere de texte scrisă în circa 1645 de maestrul de sabie Miyamoto Musashi.